# Puerta de la Aguililla
Puerta de la Aguililla är en ort i Mexiko.   Den ligger i kommunen Ocampo och delstaten Guanajuato, i den centrala delen av landet, 300 km nordväst om huvudstaden Mexico City. Puerta de la Aguililla ligger 2 193 meter över havet och antalet invånare är 289.
Terrängen runt Puerta de la Aguililla är platt västerut, men österut är den kuperad. Runt Puerta de la Aguililla är det ganska glesbefolkat, med 31 invånare per kvadratkilometer. Närmaste större samhälle är Ocampo, 8,1 km väster om Puerta de la Aguililla. Omgivningarna runt Puerta de la Aguililla är i huvudsak ett öppet busklandskap.